# Roden (Saar)
Roden is een stadsdeel in de Duitse plaats Saarlouis. Op 31 december 2006 lag het bevolkingsaantal van Roden op 8931 inwoners.